# Eric John Stark
Eric John Stark est un personnage créé par l'auteur de science-fiction Leigh Brackett. Stark est le héros d'une série d'aventures se déroulant à une époque où les planètes du système solaire ont été colonisées.

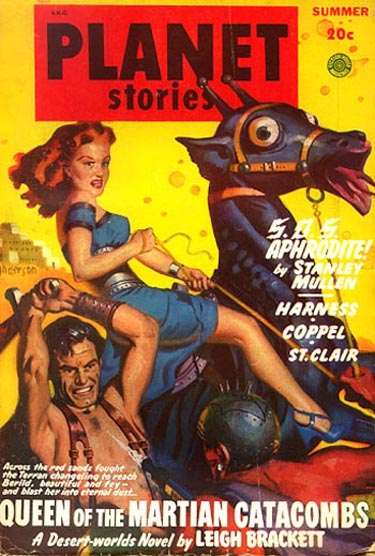
La couverture du numéro d'été 1949 de Planet Stories

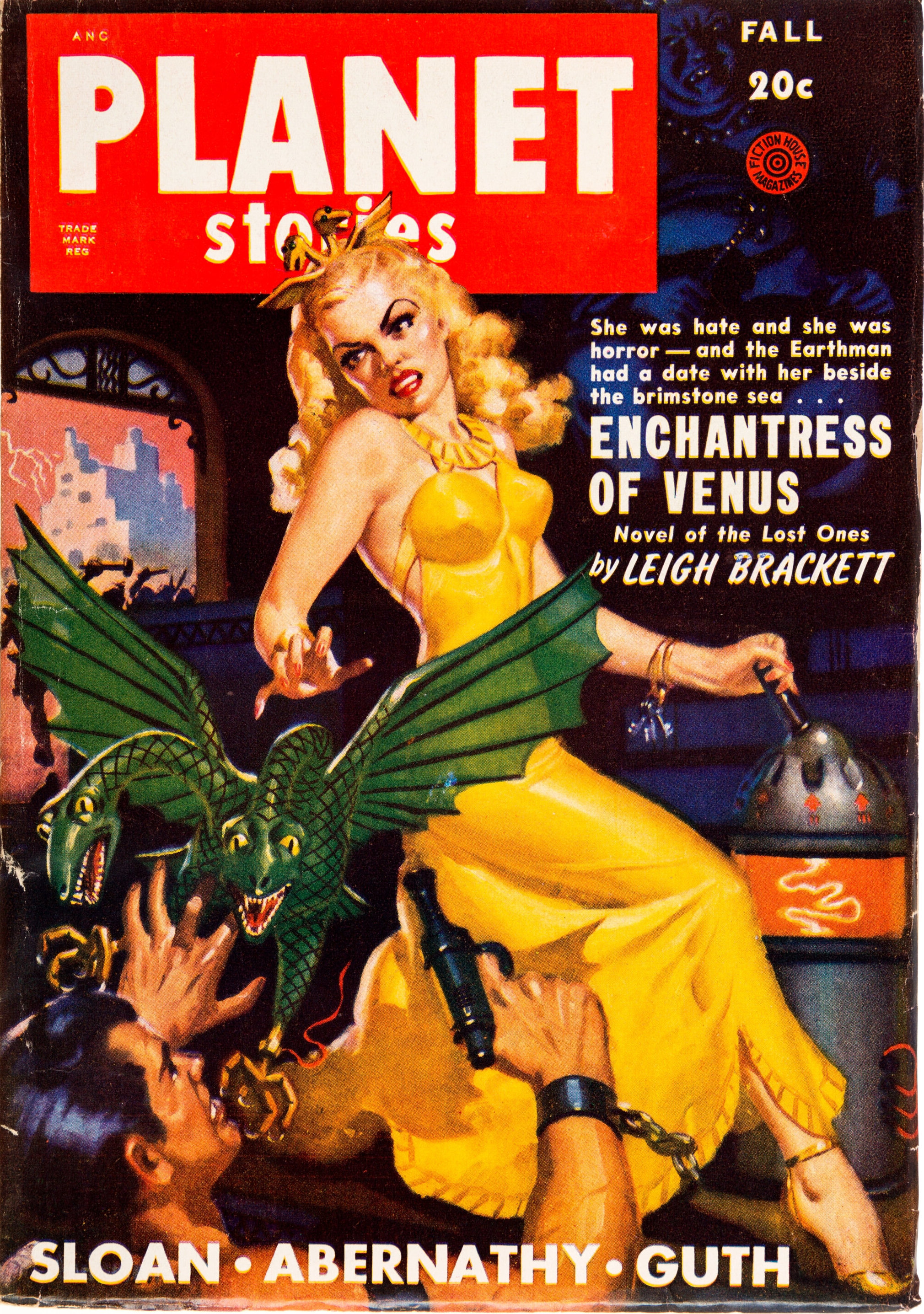
La couverture du numéro d'automne 1949 de Planet Stories

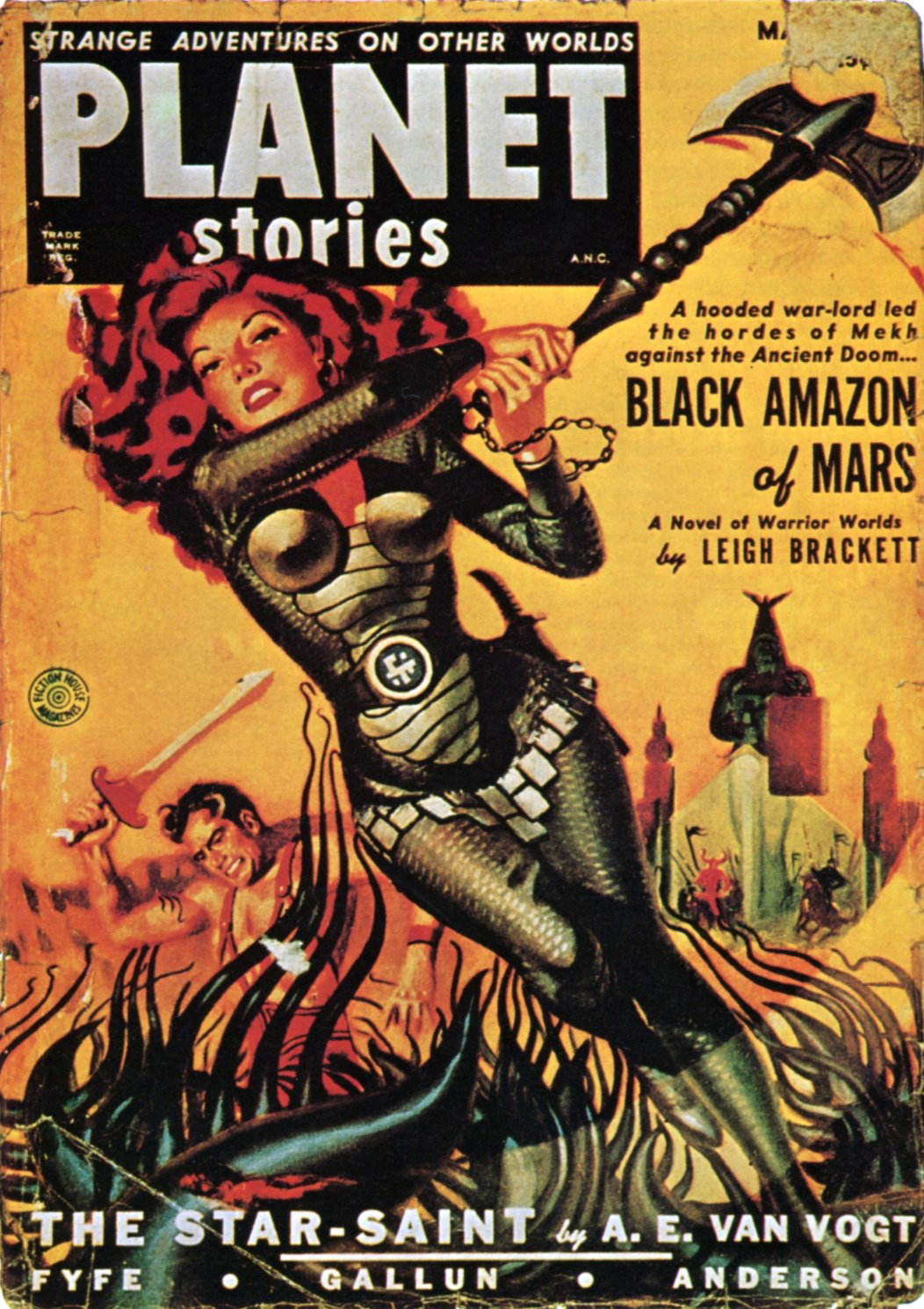
La couverture du numéro de mars 1951 de Planet Stories

## Biographie de fiction
Stark est né sur Mercure. Ses parents étaient des employés de la société d'extraction minière Mercury Metals and Mining. Après la mort de ses parents dans un effondrement provoqué par un tremblement de terre, Stark fut adopté par une tribu d'indigènes mercuriens. Ils lui donnèrent le nom de N'Chaka, signifiant « l'homme sans tribu ». Il se croyait l'un d'eux, plutôt qu'un humain, et a enduré leur mode de vie rigoureux dans la Ceinture crépusculaire de Mercure survivant en chassant les lézards des rochers.
Avant que Stark n'ait atteint sa taille adulte, un autre groupe de mineurs humains a exterminé sa tribu, a capturé Stark et l'a emprisonné dans une cage. Ils l'auraient finalement tué s'il n'avait pas été secouru par un responsable du ministère des Affaires planétaires, Simon Ashton, qui a élevé Stark à l'âge adulte.
En raison de son passé, Stark est parfaitement conscient des injustices infligées aux « primitifs » planétaires par la Terre colonialiste, et a tendance à se ranger de leur côté contre les organismes officiels. Au début de l'histoire dans laquelle il apparaît pour la première fois, Stark échappe à une peine de vingt ans qui lui a été infligée pour avoir vendu des armes à un groupe indigène vénusien qui a résisté aux colonisateurs terriens.

## Apparence
Bien que Stark soit décrit à plusieurs reprises comme ayant une peau très foncée, il semble être d'origine blanche européenne plutôt qu'africaine ; Brackett répète à plusieurs reprises à ses lecteurs que la coloration inhabituelle de Stark est due à une exposition prolongée à la lumière solaire extrême pendant son enfance sur la planète Mercure.

## Liste des œuvres

### Système solaire
Stark est apparu pour la première fois dans un groupe de nouvelles publiées dans le pulp Planet Stories. Il s'agissait de Queen of the Martian Catacombs (été 1949), Enchantress of Venus (automne 1949) et Black Amazon of Mars (mars 1951). Deux histoires ont été développées en romans courts :Queen of the Martian Catacombs sous le nom de Le secret de Sinharat  et Black Amazon of Mars sous le nom de Le peuple du Talisman. Ils sont parus en France dans le cycle Le Livre de Mars.

### Skaith
De nombreuses années plus tard, Leigh Brackett revint au personnage dans une trilogie de livres intitulée The Ginger Star (1974), The Hounds of Skaith (1974) et The Reavers of Skaith (1976) qui vont paraître en France dans le cycle de Skaith. Ces histoires sont des science fantasy se déroulant sur une planète extrasolaire lointaine et primitive. En conséquence, bien que la personnalité et les origines du personnage soient conservées, il existe peu d'autres liens entre les romans de Skaith et les romans antérieurs de Stark.

### Autre
Une dernière histoire, Stark and the Star Kings (2005), place Stark dans le monde de la série Star Kings (Les rois des étoiles en France) de son mari Edmond Hamilton, ce qui en fait une collaboration rare entre les deux.